# Komorovice
Komorovice (en allemand : Komorowitz) est une commune du district de Pelhřimov, dans la région de Vysočina, en République tchèque. Sa population s'élevait à 204 habitants en 2020.

## Géographie
Komorovice se trouve à 4 km au sud de Humpolec, à 12,5 km au nord-est de Pelhřimov, à 22 km au nord-ouest de Jihlava à 92 km au sud-est de Prague.
La commune est limitée par Vystrkov au nord, par Humpolec au nord-est, par Bystrá à l'est, par Staré Bříště et Mladé Bříště au sud et par Humpolec à l'ouest.

## Histoire
La première mention écrite de la localité date de 1226.

## Transports
Par la route, Komorovice se trouve à 4,5 km de Humpolec, à 13,5 km de Pelhřimov, à 26 km de Jihlava à 104 km de Prague. Komorovice est desservie par l'autoroute D1, dont la sortie no 90 se trouve à 2 km du village.